# Transistor d'unió difusa

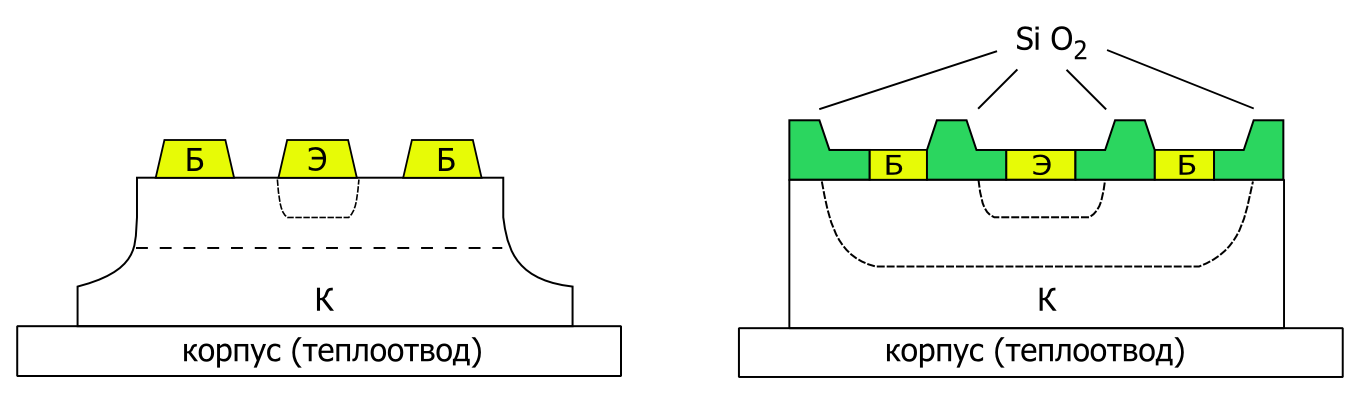
Comparació de les tecnologies mesa (esquerra) i planar (Hoerni, dreta). Les dimensions es mostren esquemàticament.

Un transistor d'unió difusa és un transistor format mitjançant la difusió de dopants en un substrat semiconductor. El procés de difusió es va desenvolupar més tard que els processos d'unió d'aliatge i unió creixent per fer transistors d'unió bipolar (BJT).
Transistor de base difusa:
Els primers transistors d'unió difosa eren transistors de base difusa. Aquests transistors encara tenien emissors d'aliatge i, de vegades, col·lectors d'aliatge com els anteriors transistors d'unió d'aliatge. Només la base es va difondre al substrat. De vegades, el substrat formava el col·lector, però en transistors com els transistors difusos de microaliatge de Philco, el substrat era la major part de la base.
Doble difusió:
Als Bell Labs, Calvin Souther Fuller va produir una comprensió física bàsica d'un mitjà per formar directament l'emissor, la base i el col·lector per doble difusió. El mètode es va resumir en una història de la ciència a Bell:
"Fuller havia demostrat que els acceptors de baix pes atòmic es difonen més ràpidament que els donants, cosa que va fer possible estructures n-p-n mitjançant la difusió simultània de donants i acceptors de concentracions superficials adequadament diferents. La primera capa n (l'emissor) es va formar a causa de la major concentració superficial del donant (per exemple, l'antimoni). La base es va formar més enllà d'ella a causa de la difusió més ràpida de l'acceptor (per exemple, l'alumini). El límit interior (col·lector) de la base va aparèixer on l'alumini difós ja no compensava massa el dopatge de fons de tipus n del silici original. Les capes base dels transistors resultants tenien un gruix de 4 μm. Els transistors resultants tenien una freqüència de tall de 120 MHz".
Transistor mesa:
Texas Instruments va fabricar els primers transistors de silici d'unió cultivada el 1954. El transistor mesa de silici difús va ser desenvolupat als Bell Labs el 1955 i comercialitzat per Fairchild Semiconductor el 1958.
Transistor planar:

Secció transversal simplificada d'un transistor d'unió bipolar npn planar.

El transistor planar va ser desenvolupat pel Dr. Jean Hoerni a Fairchild Semiconductor l'any 1959. El procés planar utilitzat per fer aquests transistors va fer possibles circuits integrats monolítics produïts en massa.